# Конвой № 3725
Конвой № 3725 — японський конвой часів Другої світової війни, проведення якого відбувалось у липні — серпні 1943-го.
Пунктом призначення конвою був атол Трук у центральній частині Каролінських островів, де ще до війни створили потужну базу японського ВМФ, з якої до лютого 1944-го провадились операції в низці архіпелагів. Вихідним пунктом став розташований у Токійській затоці порт Йокосука (саме звідси традиційно вирушала більшість конвоїв на Трук).
До складу конвою увійшли транспорти «Тецуйо-Мару» (Tetsuyo Maru) та «Чоко-Мару» під охороною переобладнаного канонерського човна «Ніккай-Мару».
Загін вийшов із порту 25 липня 1943-го та 27 липня досягнув острова Тітідзіма в архіпелазі Огасавара. Тут залишився «Тецуйо-Мару», тоді як інші кораблі попрямували далі.
Хоча маршрут конвою № 3725 пролягав через кілька традиційних районів патрулювання американських підводних човнів, його проходження відбулось успішно і 9 серпня він без втрат досягнув Труку.